# Web Gallery of Art
Die Web Gallery of Art (WGA) ist eine virtuelle Kunstgalerie und durchsuchbare Datenbank europäischer Bildender Kunst, Kunsthandwerk und Architektur vom 3. bis zum 19. Jahrhundert. Die in Budapest gehostete Website wurde im Oktober 1996 von Emil Krén und Daniel Marx gegründet und enthält derzeit über 52.800 Reproduktionen. Die Galerie bietet Künstlerbiografien, Kommentare, virtuelle Führungen, Musik aus der jeweiligen Epoche, einen Katalog sowie einen kostenlosen Postkartenservice. Es wird auch eine mobile Version angeboten.

## Datenbank
Die Datenbank der Web Gallery of Art umfasst über 48.600 Kunstwerke von mehr als 4.000 Künstlern. Die Werke stammen aus Kirchen, Privatsammlungen und Museen. Institutionen mit den meisten vertretenen Werken sind:
- Musée du Louvre in Paris,
- Galleria degli Uffizi in Florenz,
- Gemäldegalerie in Berlin,
- Museo del Prado in Madrid,
- Alte Pinakothek in München,
- Kunsthistorisches Museum in Wien,
- Rijksmuseum in Amsterdam,
- Metropolitan Museum of Art in New York.

In erster Linie ist die Datenbank auf Malerei und Skulptur aus der Gotik, Renaissance und dem Barock spezialisiert. Neben Gemälden und Skulpturen sind auch Zeichnungen, Grafiken und dekorative Kunst vertreten.
Die meisten Werke stammen aus dem Zeitraum 1100 bis 1850, mit einem Schwerpunkt auf dem 15. bis 18. Jahrhundert. Geographisch liegt der Fokus auf Westeuropa, insbesondere Italien, Deutschland, den Niederlanden, Frankreich und Spanien.
Die Bilder können in verschiedenen Größen angezeigt werden. Durch Anklicken eines „I“-Symbols neben den Miniaturansichten gelangt man zu einer Detailseite mit Informationen zu Titel, Entstehungsjahr, Maßen und Technik des Werks sowie einem kurzen beschreibenden Text.
Eine „Dual Mode“-Funktion ermöglicht den Vergleich zweier Werke nebeneinander. Dazu werden die Suchergebnisse in zwei Frames angezeigt, die unabhängig voneinander durchsucht werden können.
Die Web Gallery of Art bietet nützliche Features wie What's New in the Gallery (deutsch Was gibt es Neues in der Galerie), das monatlich neu hinzugekommene Künstler, Bilder oder Verbesserungen auflistet, und ein Glossar, das in einem separaten Fenster geöffnet wird. Besucher können die Bildgröße auswählen und es wird auch passende Musik zum Betrachten angeboten. Poster der ausgestellten Kunstwerke sind ebenfalls erhältlich.
Die WGA ist eine private Initiative, die nicht mit Museen oder Kunstinstitutionen in Vertrag steht und von keinem Staat oder Unternehmen finanziell unterstützt wird. Sie versucht aber, mit Hilfe authentischer Literatur und dem Rat von Fachleuten die Qualität und Authentizität der Inhalte sicherzustellen. In erster Linie soll die Galerie für Schüler und Lehrer als kostenlose Kunstgeschichtsressource gedacht sein.

## Urheberrecht
Die meisten Bilder in der Web Gallery of Art sind Werke, die nicht mehr urheberrechtlich geschützt sind, da sie alle vor 1900 entstanden sind und alle namentlich genannten Künstler in der Sammlung weit vor 1900 geboren wurden. Allerdings kann für die auf der Website gezeigten Reproduktionen innerhalb einiger Rechtssysteme Urheberrechtsschutz gelten. Die WGA selbst gibt folgenden Urheberrechtsvermerk an:

„Die Web Gallery of Art ist als Datenbank urheberrechtlich geschützt. Bilder und Dokumente, die aus dieser Datenbank heruntergeladen werden, dürfen nur für Bildungs- und Privatzwecke verwendet werden. Eine Verbreitung der Bilder in irgendeiner Form ist ohne Genehmigung des rechtmäßigen Eigentümers untersagt.“

Es werden nur sehr wenige Informationen auf den Seiten mit den Bildern gegeben, wer der rechtmäßige Eigentümer eines jeden sein könnte. In den Vereinigten Staaten sind Fotoreprodukionen von gemeinfrei gewordenen zweidimensionalen Kunstwerken ebenfalls gemeinfrei, wie im Fall Bridgeman Art Library v. Corel Corp. (36 F. Supp. 2d 191 (S.D.N.Y. 1999)) bestätigt, aber dies gilt nicht für Fotoreprodukionen von dreidimensionalen Kunstwerken wie Skulpturen. Die Urheberrechte an den Skulpturbildern bleiben daher unklar. Auch die Urheberrechte an den Texten auf der Website sind unklar; die meisten Reproduktionen in der Galerie werden als Katalogeinträge ohne begleitende Erläuterungstexte angezeigt, es gibt aber auch kurze Erläuterungstexte zu Künstlerbiografien oder wichtigen Kunstwerken, die nicht referenziert sind.
Die Web Gallery of Art stellt in ihren Nutzungsbedingungen klar, dass die Bilder nur für Bildungs- und Privatzwecke verwendet werden dürfen und eine Verbreitung in irgendeiner Form ohne Genehmigung des rechtmäßigen Eigentümers untersagt ist. Außerdem enthält die Website einen Haftungsausschluss, dass keine Gewährleistung für die Rechtefreiheit der Inhalte übernommen wird.